# جو سن
جو سن (بالإنجليزية: Joe Sun)‏ هو مغني وكاتب أغاني أمريكي، ولد في 25 سبتمبر 1943.